# The Cleveland Show
The Cleveland Show var en amerikansk animerad komediserie med figuren Cleveland Brown, en karaktär som tidigare setts i TV-serien Family Guy. The Cleveland Show är en slags spinoff till Family Guy. Serien hade premiär i USA den 27 september 2009. Clevelands röst läses av Mike Henry.
Serien handlar om Cleveland Brown, som flyttar från Quahog i Rhode Island med sin son Cleveland Jr till Kalifornien, men hamnar i sin barndomsstad i Virginia. Han träffar en gammal high-schoolflamma, Donna. De blir ett par och bildar familj, bestående av Cleveland, Donna, Cleveland Jr och Donnas barn Roberta och Rallo. De har även grannar med bland annat Holt, Lester och Tim, som är en pratande björn.

### Fotnoter
1. ↑  Billy Andersson (20 maj 2009). ”Framtidens tittarsuccéer”. Resume. http://www.resume.se/nyheter/artiklar/2009/05/20/framtidens-tittarsucceer/. Läst 19 januari 2017.